# Karlsruhe (Dakota del Nord)
Karlsruhe è un centro abitato (city) degli Stati Uniti d'America, situato nella Contea di McHenry, nello Stato del Dakota del Nord. Nel censimento del 2000 la popolazione era di 119 abitanti. La città è stata fondata nel 1912. Appartiene all'area micropolitana di Minot.

## Geografia fisica
Secondo i rilevamenti dell'United States Census Bureau, la località di Karlsruhe si estende su una superficie di 2,00 km², tutti occupati da terre.

## Popolazione
Secondo il censimento del 2000, a Karlsruhe vivevano 119 persone, ed erano presenti 32 gruppi familiari. La densità di popolazione era di 61 ab./km². Nel territorio comunale si trovavano 70 unità edificate. Per quanto riguarda la composizione etnica degli abitanti, il 100% era bianco. La popolazione di ogni razza ispanica corrispondeva all'1,68% degli abitanti.
Per quanto riguarda la suddivisione della popolazione in fasce d'età, il 26,1% era al di sotto dei 18, il 4,2% fra i 18 e i 24, il 30,3% fra i 25 e i 44, il 22,7% fra i 45 e i 64, mentre infine il 16,8% era al di sopra dei 65 anni di età. L'età media della popolazione era di 40 anni. Per ogni 100 donne residenti vivevano 112,2 maschi.